# Костопольский завод стеклоизделий
Костопольский завод стеклоизделий — промышленное предприятие в городе Костополь Ровенской области Украины.

## История
Стекольный завод в местечке Костополь Костопольской волости Ровенского уезда Волынской губернии Российской империи был построен в 1911 году и начал работу в конце 1911 года. На нём работали 100 человек и он стал крупнейшим промышленным предприятием местечка. В первые годы основной продукцией были бутылки и стекла для керосиновых ламп.
В июле 1912 года рабочие начали забастовку, выдвинув требование повысить зарплату и добились успеха.
После начала первой мировой войны Костополь оказался в прифронтовой зоне, и в конце 1914 года стекольный завод был закрыт.
В феврале 1918 года Костополь оккупировали австро-немецкие войска (которые оставались здесь до ноября 1918 года), в дальнейшем он оказался в зоне боевых действий гражданской войны. В ходе советско-польской войны в сентябре 1920 года Костополь заняли польские войска и он остался в составе Волынского воеводства Польши.
В 1920е годы условия труда на заводе были тяжёлыми, рабочий день составлял от 10 до 12 часов, а зарплата была низкой, что вызывало протесты рабочих. С 28 февраля до 3 марта 1927 года 90 рабочих завода бастовали и сумели добиться незначительного повышения зарплаты, но начавшийся в 1929 году экономический кризис осложнил положение предприятия.
В сентябре 1939 года Костополь вошёл в состав СССР и получил статус города районного подчинения. В декабре 1939 года завод был национализирован, на предприятии был введён 8-часовой рабочий день и трудоустроены безработные, началась ликвидация неграмотности и повышение квалификации рабочих.
В ходе Великой Отечественной войны с 1 июля 1941 до 14 января 1944 года Костополь находился под немецкой оккупацией. В связи с приближением к городу линии фронта, немцы вывели из строя электростанцию и вывезли или уничтожили заводское оборудование промышленных предприятий райцентра. 9 января 1944 партизаны из соединения С. Ф. Маликова вышли к райцентру, блокировали и атаковали немецко-полицейский гарнизон Костополя. В ночь на 14 января 1944 года они заняли райцентр и удержали его до подхода частей 121-й гвардейской стрелковой дивизии РККА.
В 1944 году восстановленный стеклозавод дал первую продукцию (хотя мощность предприятия в это время составляла всего лишь 600 кг стекла в сутки). В конце 1944 года два железнодорожных вагона со стеклянной посудой завод отправил в качестве помощи жителям Донбасса.
В 1962 году завод перешёл в ведение Львовского совнархоза, после чего был построен цех № 2 с двумя электропечами, где было освоено производство изоляторов для линий электропередач и колб для электрических ламп накаливания. В 1972 году был построен и введен в эксплуатацию цех № 3.
В целом, в советское время завод входил в число ведущих предприятий города.
После провозглашения независимости Украины государственное предприятие было преобразовано в открытое акционерное общество. В мае 1995 года Кабинет министров Украины утвердил решение о приватизации стеклозавода. В августе 2000 года завод был реорганизован в закрытое акционерное общество.

## Современное состояние
Завод производит стеклотару: флаконы ёмкостью 40 мл (для парфюмерии и лекарственных средств), а также стеклянные банки и бутылки нескольких типоразмеров (для предприятий пищевой промышленности).